# Lauren Manning
Lauren Manning (12 de noviembre de 1961) es una escritora y empresaria estadounidense, superviviente de los atentados del 11 de septiembre de 2001 perpetrados contra el World Trade Center. Su larga recuperación de una quemadura fue documentada en un libro autorizado por su marido, Greg Manning, titulado Amor, Greg y Lauren, publicado en 2002. El título fue tomado de la firma que usó Manning en los correos electrónicos que les envió a sus familiares y amigos en los momentos posteriores a los atentados. Sus correos electrónicos componen el argumento del libro.
Lauren Manning era vicepresidenta de Cantor Fitzgerald, un banco de inversión que tenía varias plantas de oficinas en el World Trade Center, y que perdió 658 empleados cuando los edificios fueron destruidos. Manning acababa de entrar en la torre norte cuando se había estrellado el avión. Una bola de fuego del combustible del avión explotó en uno de los huecos de los ascensores, envolviendo a Manning en llamas. Corrió a la calle donde su fuego fue extinguido por un transeúnte y montada en una de las primeras ambulancias que llegó al lugar.
Sus heridas eran casi mortales, con el 82,5 % de su cuerpo quemado. Fue una de las 17 víctimas del 11-S tratadas en la unidad de quemados del Hospital presbiteriano de Nueva York.  El personal estimó su probabilidad de supervivencia en alrededor del 10 al 15 por ciento a su llegada, más tarde cayendo a un solo dígito. Fue tratada durante tres meses, durante los cuales sufrió colapsos pulmonares, amputaciones parciales y una infección casi letal. La historia de Manning fue dada a conocer por un artículo de The New York Times el 17 de octubre de 2001, mientras que despertaba lentamente de un coma. Después de ponerse de pie, dar sus primeros pasos y reunirse con su hijo más de dos meses después de los ataques, fue solo a mediados de noviembre que Manning supo que ambas torres del World Trade Center se habían derrumbado y que 658 de sus colegas en Cantor Fitzgerald habían fallecido. Manning fue dado de alta de Weill Cornell el 12 de diciembre de 2001, y transferido al Burke Rehabilitation Hospital en White Plains, Nueva York para tres meses de terapia física y ocupacional intensiva. Los médicos señalaron a la prensa que la recuperación de Manning fue inesperada y notable dada la gravedad de sus lesiones, atribuyendo gran parte del crédito a la actitud positiva de Manning hacia la rehabilitación  y su buena salud en general. Después de su regreso a casa el 12 de marzo de 2002, Manning continuó trabajando a tiempo completo, seis días a la semana programa de rehabilitación física extenuante durante 18 meses. 
Su historia fue ampliamente difundida y Manning tuvo varias apariciones públicas en eventos y programas de televisión. Las vivencias de Manning el 11-S y su recuperación de las quemaduras fueron relatadas en el libro, Unmeasured Strength, publicado en 2011 por Henry Holt and Company.
El 23 de mayo de 2013, el presidente Barack Obama citó a Manning como una personificación de la resiliencia estadounidense.
Manning y su marido tienen dos hijos. Aunque nunca pudo volver a trabajar en la industria financiera, ahora trabaja a tiempo parcial como asistente legal. La familia vive ahora en Pine Plains, Nueva York.